# Dichotomosiphonaceae
Famille
Les Dichotomosiphonaceae sont une famille d’algues vertes de l’ordre des Bryopsidales. 

## Étymologie
Le nom vient du genre type Dichotomosiphon, formé à partir du préfixe dichotom-, « coupé en deux », et du suffixe -siphon, tube, littéralement « tube à ramifications dichotomes ».

## Liste des genres
Selon BioLib (7 janvier 2022) :
- Dichotomosiphon A. Ernst

Selon ITIS (7 janvier 2022) :
- Dichotomosiphon A. Ernst, 1902

Selon NCBI (7 janvier 2022) :
- Avrainvillea Decne., 1842
- Cladocephalus M.Howe, 1905
- Dichotomosiphon